# بول غولدشتاين
بول غولدشتاين (بالإنجليزية: Paul Goldstein) هو لاعب كرة مضرب من الولايات المتحدة.

## وصلات خارجية
- بول غولدشتاين على موقع رابطة محترفي التنس (الإنجليزية)
- بول غولدشتاين على موقع الاتحاد الدولي لكرة المضرب (الإنجليزية)
- بول غولدشتاين على موقع خلاصة التنس.كوم (الإنجليزية)
- بول غولدشتاين على موقع إي إس بي إن.كوم (الإنجليزية)
- نتائح أخر مباريات اللاعب
- تارخ تصنيف اللاعب